# Recupero (politica)
In senso sociologico, il recupero è il processo mediante il quale idee e immagini politicamente radicali vengono distorte, cooptate, assorbite, disinnescate, incorporate, annesse o mercificate all'interno della cultura mediatica e della società borghese, e quindi vengono interpretate attraverso un approccio neutralizzato, innocuo o in una prospettiva socialmente convenzionale. Più in generale, può riferirsi all'appropriazione culturale di qualsiasi simbolo o idea sovversiva da parte della cultura tradizionale.
Il concetto di recupero è stato formulato dai membri dell'Internazionale Situazionista, nella sua prima istanza pubblicata nel 1960. Il termine trasmette una connotazione negativa perché il recupero porta generalmente la conseguenza intenzionale (percepita o meno) di alterare fondamentalmente il significato dietro le idee radicali a causa della loro appropriazione o dell'essere cooptate nel discorso dominante . È stato originariamente concepito come l'opposto del concetto di détournement, in cui immagini e altri artefatti culturali vengono appropriati da fonti tradizionali e riproposti con intenzioni radicali.

## Esempi
Alcuni precedenti mezzi di espressione controculturale che sono stati identificati dalla critica come recuperati (almeno in parte) sono: musica punk e moda come acconciature mohawk, jeans strappati e accessori bondage come collari per cani; tatuaggi; arte di strada e arte partecipativa.
I sostenitori della giustizia ambientale che centrano i movimenti sociali e la resistenza nella trasformazione verso la sostenibilità ambientale vedono il linguaggio delle transizioni verso la sostenibilità essere recuperato da coloro che cercano di ritardare e gestire la transizione.
Indicando "l'erosione dei media di proprietà pubblica" e il realismo capitalista, Aaron Bastani ha scritto del "recupero di Internet da parte del capitale", dicendo che le conseguenze di questo persistente recupero dei media aziendali includevano un rafforzamento dello status quo, la repressione del dissenso e espressione artistica.
I sostenitori della giustizia sociale hanno identificato il discorso popolare di The New Jim Crow come recuperativo, affermando che l'oscura un'analisi dell'incarcerazione di massa negli Stati Uniti aderendo a un quadro contestuale controrivoluzionario .